# Atomic Garden
Atomic Garden is de eerste single van de Amerikaanse punkband Bad Religion. Het is het zevende nummer van het zesde album van de band, Generator.

## Hitlijsten
De single heeft nooit de hitlijsten gehaald. Het complete album Generator daarentegen is door Sputnikmusic tot beste punkalbum uit 1992 gekozen.

## Albums
Het nummer is naast het oorspronkelijke album Generator ook verschenen op het compilatiealbum All Ages en de dvd Live at the Palladium.

## Samenstelling
- Greg Graffin - zang
- Brett Gurewitz - gitaar
- Greg Hetson - gitaar
- Jay Bentley - basgitaar
- Bobby Schayer - drums